# لا کوکارچا
لا کوکارچا (به اسپانیایی: La Cucaracha؛ به معنی سوسریان) آهنگی فولکوریک به زبان اسپانیایی است. این ترانه در کشور مکزیک علاقه‌مندان بسیاری دارد و در طی انقلاب مکزیک شهرت وافری یافت. ابیات این شعر گاه در نسخه‌هایی تغییر یافته‌اند. شعر اولیه دربارهٔ حشره‌ای است که نمی‌تواند به خوبی راه برود.

## متن اولیه
نسخه اولیه شعر که قدیمی‌تر است، یک سوسریان (نوعی سوسک) را تجسم می‌کند که یکی از شش پایش را از دست داده و تلاش می‌کند با پنج پای باقی مانده راه برود. این آهنگ معمولاً به صورت اجتماعی و سیاسی تفسیر شده و حالت طنز دارد. گرچه مشخصاً در زمان انقلاب مکزیک این شعر شهرت یافته ولی شاعر و زمان دقیق سرودنش مشخص نیست و حتی تعیین این که به کدام واقعه تاریخی کنایه دارد، معین نشده. شعر نخستین چنین بود:
La cu-ca- | ra-cha, la cu-ca-ra-cha
| ya no pue-de ca-mi-nar
por-que no | tie-ne, por-que le fal-tan
| l-as dospa- titas "de" a-trás.—

## بازخوانی‌ها
افراد بسیاری این شعر و نسخه‌های تغییریافته آن را خوانده‌اند:
- نسخه‌ای از پانچو بی‌یا (1934)
- لویی آرمسترانگ (1935)
- دیک ماین (1936)
- The Skatalites (1964)
- Bill Haley & His Comets (1966)
- جیمز لست (1967)
- Kumbia Kings (2002)
- چینگون (2004)
- لیلا داونز (2004)
- Orphei Drängar (2006)
- بیگ ایده‌آ (2008)
- Piñata Protest (2013)

در زمان نامشخص:
- Baja Marimba Band
- James Booker
- شاویه کوگات
- دافی داک
- جیپسی کینگز
- Goin' Bulilit و Bubble Gang
- Speedy Gonzales
- جودی گارلند
- Big Walter Horton
- Les Négresses Vertes
- لیبراچی
- Los Lobos
- میلوا
- The Mills Brothers
- اوگی و سوسک‌ها
- چارلی پارکر
- ردی پایپر
- لوئیس پریما
- Riders In The Sky
- ریکاردو رودریگز
- Doug Sahm
- Leon Schuster
- Slowpoke Rodriguez
- ویگلز
- زبدا